# Melodi Grand Prix 2015
La cinquantatreesima edizione del Melodi Grand Prix si è tenuta il 14 marzo 2015 presso l'Oslo Spektrum di Oslo, e ha selezionato il rappresentante della Norvegia all'Eurovision Song Contest 2015.
I vincitori sono stati Mørland & Debrah Scarlett con A Monster like Me.

## Organizzazione
Il 21 maggio 2014 l'emittente norvegese Norsk rikskringkasting (NRK) ha confermato la partecipazione della Norvegia all'Eurovision Song Contest 2015, ospitato dalla capitale austriaca Vienna.
Tra il 5 giugno e il 1º settembre sono state inviate 800 canzoni all'emittente che tramite un'apposita giuria ha selezionato gli 11 partecipanti.
L'11 novembre 2014 NRK ha confermato il ritorno dell'Orchestra Radiofonica Norvegese, assente dal 1984, che avrebbe accompagnato dal vivo le 11 esibizioni dei partecipanti.
Il festival si è articolato in un'unica serata ospitata dall'Oslo Spektrum, nella capitale norvegese, il 14 marzo 2015.

### Regolamento
- Sono ammessi cantanti e compositori di qualunque nazionalità, anche se sono preferibili i cittadini norvegesi;
- Gli artisti devono avere compiuto il 16º anno d'età entro maggio 2015;
- Le versioni finali dei brani non potranno superare i 3 minuti di durata, anche se le demo inviate potranno essere più lunghe;
- I brani dovranno essere inediti e opera degli artisti/compositori indicati, sono quindi bandite cover e brani precedentemente pubblicati;
- Le spese riguardanti le pubblicazioni non saranno sostenute da NRK.

## Partecipanti
La lista dei partecipanti, in ordine alfabetico, rilasciata dall'emittente il 21 gennaio 2014:
| Artista                   | Brano               | Lingua    | Compositori                                                                                |
| ------------------------- | ------------------- | --------- | ------------------------------------------------------------------------------------------ |
| Alexandra Joner           | Cinderella          | Inglese   | Erik Smaaland e Kristoffer Tømmerbakke                                                     |
| Contrazt                  | Heaven              | Inglese   | Jan Lysdahl e Jacob Launbjerg                                                              |
| Erlend Bratland           | Thunderstruck       | Inglese   | Joy Deb, Linnea Deb e Erlend Bratland                                                      |
| Ira Konstantinidis        | We Don't Worry      | Inglese   | Øyvind Blikstad, Bjarte Giske, Ali Pirzad e Julie Bergan                                   |
| Jenny Langlo              | Next to You         | Inglese   | Jenny Langlo, Robin Mortensen Lynch e Niklas Olovson                                       |
| Karin Park                | Human Beings        | Inglese   | Karin Park e Guy Chambers                                                                  |
| Marie Klåpbakken          | Ta meg tilbate      | Norvegese | Marie Klåpbakken, Linn Hege Sagen e Olav Tronsmoen                                         |
| Mørland & Debrah Scarlett | A Monster like Me   | Inglese   | Kjetil Mørland                                                                             |
| Raylee                    | Louder              | Inglese   | Andreas Stone Johansson e Ricky Hanley                                                     |
| Staysman & Lazz           | En godt stekt pizza | Norvegese | Stian Thorbjørnsen, Petter Kristiansen, Lars Erik Blokkhus, Jesper Borgen e Magnus Clausen |
| Tor & Bettan              | All Over the World  | Inglese   | Are Selheim e Tor Endresen                                                                 |

## Finale
La finale si è tenuta il 14 marzo 2015 presso l'Oslo Spektrum, ed è stata presentata da Silya Nymoen e Kåre Magnus Bergh.
Degli 11 partecipanti, sei sono stati accompagnati dalla Kringkastingsorkestret (Orchestra Radiofonica Norvegese).
La finale si è articolata in due round di voto: nel primo round i primi quattro classificati vengono selezionati per procedere alla finale d'oro, nella quale il vincitore viene decretato dal televoto delle cinque regioni norvegesi. I risultati della finale non vengono mai pubblicati, contrariamente a quelli della finale d'oro.
- Finale d'oro

| #  | Artista                   | Brano               |
| -- | ------------------------- | ------------------- |
| 1  | Erlend Bratland           | Thunderstruck       |
| 2  | Raylee                    | Louder              |
| 3  | Tor & Bettan              | All Over the World  |
| 4  | Jenny Langlo              | Next to You         |
| 5  | Ira Konstantinidis        | We Don't Worry      |
| 6  | Contrazt                  | Heaven              |
| 7  | Marie Klåpbakken          | Ta meg tilbate      |
| 8  | Mørland & Debrah Scarlett | A Monster like Me   |
| 9  | Staysman & Lazz           | En godt stekt pizza |
| 10 | Karin Park                | Human Beings        |
| 11 | Alexandra Joner           | Cinderella          |

### Finale d'oro
| # | Artista                   | Brano               | Punteggio | Punteggio  | Punteggio  | Punteggio | Punteggio  | Punteggio | Posizione |
| # | Artista                   | Brano               | Østlandet | Nord-Norge | Midt-Norge | Sørlandet | Vestlandet | Totale    | Posizione |
| - | ------------------------- | ------------------- | --------- | ---------- | ---------- | --------- | ---------- | --------- | --------- |
| 1 | Tor & Bettan              | All Over the World  | 19 834    | 5 222      | 4 670      | 5 574     | 8 386      | 43 686    | 4         |
| 2 | Staysman & Lazz           | En godt stekt pizza | 49 068    | 5 392      | 3 595      | 7 010     | 4 134      | 69 199    | 3         |
| 3 | Mørland & Debrah Scarlett | A Monster like Me   | 47 303    | 7 778      | 7 013      | 17 340    | 9 435      | 88 869    | 1         |
| 4 | Erlend Bratland           | Thunderstruck       | 37 334    | 8 504      | 7 161      | 10 816    | 21 558     | 85 373    | 2         |

## All'Eurovision Song Contest
La Norvegia si è esibita 6ª nella seconda semifinale, classificandosi al 4º posto con 123 punti e qualificandosi per la finale.
In finale il paese scandinavo si è esibito in 9ª posizione, classificandosi all'8º posto con 102 punti.

### Voto

#### Giuria
La giuria norvegese per l'Eurovision Song Contest 2015 è stata composta da:
- Jan Thomas Holmlund, editore;
- Anita Halmøy Wisløff, manager;
- Marianne Jemtegård, editrice;
- Margaret Berger, cantante (rappresentante della Norvegia all'Eurovision Song Contest 2013);
- Sverre Vedal, editore.

#### Punti assegnati alla Norvegia
| 12       | 10                   | 8                                                | 7                                       | 6                                         |
| -------- | -------------------- | ------------------------------------------------ | --------------------------------------- | ----------------------------------------- |
| - Svezia | - Islanda - Svizzera | - Australia - Lituania - Portogallo - San Marino | - Germania - Lettonia - Repubblica Ceca | - Cipro - Montenegro - Polonia - Slovenia |
| 5        | 4                    | 3                                                | 2                                       | 1                                         |
| - Malta  | - Irlanda            |                                                  | - Italia - Regno Unito                  | - Israele                                 |

| 12                  | 10                                                                                     | 8                                   | 7                           | 6                                   |
| ------------------- | -------------------------------------------------------------------------------------- | ----------------------------------- | --------------------------- | ----------------------------------- |
|                     | - Islanda - Svizzera                                                                   |                                     | - Svezia                    | - Portogallo - Romania - San Marino |
| 5                   | 4                                                                                      | 3                                   | 2                           | 1                                   |
| - Italia - Lituania | - Australia - Austria - Estonia - Finlandia - Germania - Ungheria - Irlanda - Slovenia | - Danimarca - Paesi Bassi - Polonia | - Lettonia - Malta - Spagna |                                     |

#### Punti assegnati dalla Norvegia
| Punti | Paese      |
| ----- | ---------- |
| 12    | Svezia     |
| 10    | Lituania   |
| 8     | Israele    |
| 7     | Lettonia   |
| 6     | Cipro      |
| 5     | Polonia    |
| 4     | Slovenia   |
| 3     | Montenegro |
| 2     | Islanda    |
| 1     | Svizzera   |

| Punti | Paese     |
| ----- | --------- |
| 12    | Svezia    |
| 10    | Australia |
| 8     | Lettonia  |
| 7     | Belgio    |
| 6     | Lituania  |
| 5     | Italia    |
| 4     | Israele   |
| 3     | Estonia   |
| 2     | Russia    |
| 1     | Slovenia  |